# Thelmofág
Telmofágie patří spolu se solenofágií ke způsobům, jimiž se může na svém hostiteli krmit hematofágní parazit. Telmofágové sají krev přímo z drobných hematomů, které se tvoří z krve vylité z poškozené cévy (angl. „pool feeding“). Od solenofágů se takoví paraziti liší stavbou ústního ústrojí, vlastnostmi slin a rychlostí, s níž potravu nasávají. Mezi nejznámější telmofágy patří klíšťata (Ixodes) a klíšťák (Argas).

## Sání potravy
Adaptace ústního ústrojí k sání krve proběhla nezávisle u různých skupin členovců. Například pro evoluci krvesajícího hmyzu zde je předpoklad, že se vyvinul z předka, jenž měl své ústrojí uzpůsobeno k nabodávání povrchu. Telmofágie se s největší pravděpodobností vyvinula u předků, kteří se příležitostně krmili krví exponovanou a snadno přístupnou díky povrchovému zranění. Dalším krokem se stalo nejspíš používání ústního ústrojí k rozrušení a iritaci povrchu hojících se poranění pro přístup k povrchním cévám.
Na rozdíl od solenofágního hmyzu, u telmofágů jsou bodavé stylety robustnější; navíc kromě poškození, které jím napáchají (poněvadž u solenofágů krev z perforované cévy vytéká pomaleji, než ji parazit nasává), jejich sliny obsahují agresivní enzymy, které páchají škody na okolní tkáni. Krev vytéká rychleji, než je odsávána, tudíž lokálně vzniká hematom.

## Zástupci telmofágů

### Roztoči (Acarida)

#### Ixodes
Podřád: Klíšťatovci (Ixodida)
Šestinohá larva i jediné stadium nymfy klíštěte se živí stejně jako dospělec, tedy krví obratlovců. Dospělá klíšťata mají na hřbetě typický štítek (sputum). U samic sahá jen do poloviny těla, poněvadž jsou to právě samice, které se živí krví, a tudíž jejich tělo při krmení musí mít prostor pro expanzi. Naproti tomu samečkovo tělo je štítkem kryto téměř celé. Na hlavové straně klíšťat je gnathostoma, vybavená typickým ústním ústrojím, z něhož jsou nejnápadnější ozubené chelicery: hypostom. Hypostom je vybaven řadou koncentrických zoubků – ty napomáhají k udržení klíštěte v potravní lézi při sání. Svého hostitele klíšťata vyhledávají Hallerovým orgánem, což je systém jamek a sét na prvním páru končetin, fungující jako chemoreceptor. Registrováno je nejen infračervené záření potenciálního hostitele, ale též metabolit CO2.
Po přisání klíště setrvává na svém hostiteli několik dní, do rány vyměšuje sliny obsahující mimo jiné i antikoagulační látky zabraňující sražení potravy. Klíšťata jsou pro své potenciální hostitele nebezpečná hlavně přenosem virové klíšťové encefalitidy a borrelií (B. burgdorferi) způsobujících Lymeskou boreliózu.

#### Argas
Podřád: Klíšťatovci (Ixodida)
Argas, klíšťák, na rozdíl od klíštěte nemá hřbetní štítek. Parazituje nejčastěji na mláďatech ptáků, žije s nimi v hnízdech a krmí se opakovaně; po jejich vylétnutí však musí shánět potravu jinde. Sát může též i na člověku (výhodou je, že na člověka nepřenáší choroby – alespoň tak nebylo prokázáno). Jeho ústní ústrojí je posunuto mezi 1. pár kyčlí, saje kratší dobu než Ixodes a po cca dvaceti minutách odpadá, způsobiv mu rumělkové léze.
Na rozdíl od klíštěte má Argas hned několik stadií nymfálních (většinou 3 až 4).
Při opakovaném sání na člověku může způsobit i alergickou reakci (Argas reflexus, klíšťák holubí). V teplejších částech světa jsou některé druhy klíšťáků vektory ptačích borrelií a rickettsií, u lidí mohou výjimečně přenášet některé arboviry.

### Příklady telmofágního hmyzu

#### Ovádi
Řád: Dvoukřídlí (Diptera)
Čeleď: Ovádi (Tabanidae)
Jako dospělci samice napadají obratlovce, kterým silným sosákem sají krev a příležitostně přenášejí protozoonózy nebo helmintózy, zatímco jejich larvy žijí v půdě jako predátoři. Jsou to velcí, často pestře zbarvení dvoukřídlí. Jejich bodnutí je bolestivé. Mohou se uplatnit jako přenašeči původců tularémie, antraxu, trypanozom atd.

#### Muchničky
Řád: Dvoukřídlí (Diptera)
Čeleď: Muchničkovití (Simuliidae)
Drobné mušky většinou tmavší barvy, dosahují velikosti 2–6 mm, jejich křídla jsou relativně široká, s nápadní kostální žilkou (ta ovšem nedosahuje konce křídla). Mají typicky vyklenutý mesothorax. Dospělé stadium muchniček patří mezi hematofágy. Jejich bodnutí je velmi bolestivé a vyvolává silné kožní reakce, opakovaně vyvolává silné kožní reakce a při jejich masivním náletu může zvíře uhynout následkem anafylaktického šoku.
Muchničky jsou vektory řady infekčních onemocnění (přenášejí například prvoka Leucocytozoon či ptačí trypanosomy).

#### Flebotomy
Řád: Dvoukřídlí (Diptera)
Čeleď: Flebotomovití (Phlebotomidae)
Drobní, většinou hnědavě zbarvení dvoukřídlí. Na rozdíl od komárů a muchniček nejsou vývojově vázáni na vodní zdroje. Samičky jsou telmofágní, jejich sliny obsahují silnou vazodilatační látku – maxadilan. Flebotombové jsou významnými vektory pro přenos infekčních onemocnění (virózy, bakteriální a prvoková onemocnění).